# Vera (Vorname)
Vera ist ein weiblicher Vorname.

## Herkunft und Bedeutung des Namens
Der Name findet einen häufigen Gebrauch im slawischen Sprachraum und bedeutet hier „Glaube, Zuversicht, Vertrauen“ (vgl. d. russische Verb верить = glauben, vertrauen). Er ist einer der drei nach den christlichen Tugenden benannten Namen (siehe auch Ljubow und Nadeschda). Alle drei sind Übersetzungen der griechischen Namen Πίστις Pístis (‚Glaube‘, lat. fides), Ἐλπίς Elpís (‚Hoffnung‘, lat. spes) und Ἀγάπη Agápē (‚Liebe‘, lat. caritas), die Mutter der legendarischen Heiligen war Σοφία Sophía (‚Weisheit‘, lat. sapientia). Daneben existiert Vera im Lateinischen mit der Bedeutung „wahr“ bzw. „die Wahre“. Die maskuline Form Verus ist als Name in der Antike belegt.
Namenstag ist der 24. Januar.

## Varianten
- albanisch: Vera[2]
- bulgarisch: Vera (Вера)
- finnisch: Veera
- kroatisch: Vjera
- litauisch: Verute
- polnisch: Wiera
- serbisch: Vera (Bepa)
- slowakisch: Viera
- tschechisch: Věra
- lettisch: Vaira
- russisch: Wera (Вера, Véra, IPA: [ˈvʲerə])
- ukrainisch: Wira (Віра, Víra, IPA: [ˈʋʲirɐ])
- belarussisch: Wjera (Вера)
- deutsch: Vera

## Namensträgerinnen

### A
- Vera Albrecht (* 1927), deutsche Übersetzerin
- Vera Albreht (1895–1971), slowenische Dichterin
- Wera Wladimirowna Altaiskaja (1919–1978), sowjetische Schauspielerin
- Wera Wassiljewna Anissimowa (* 1952), sowjetische Sprinterin
- Vera Ansbach (1920–2020), deutsche Funktionärin
- Vera van Appeldorn (* 20. Jh.), deutsche Filmeditorin
- Vera Atkins (1908–2000), britische Nachrichtendienstoffizierin
- Vera Auer (1919–1996), österreichische Musikerin

### B
- Vera Baboun (* 1964), palästinensische Politikerin
- Vera Balser-Eberle (1897–1982), österreichische Schauspielerin
- Věra Barandovská-Frank (* 1952), deutsch-tschechische Interlinguistin und Sprachpädagogin
- Wera Baranowskaja (1885–1935), russische Schauspielerin
- Vera Baranyai (* 1982), deutsche Schauspielerin
- Vera Barbosa (* 1989), portugiesische Leichtathletin
- Věra Bartošková (* 1946), tschechische Publizistin und Dichterin
- Wera Basarowa (* 1993), russische Eiskunstläuferin
- Vera Becker, Pseudonym von Petra Gabriele Meinel (1951–2001), deutsche Sprachtherapeutin und Autorin
- Vera Begić (* 1982), kroatische Diskuswerferin
- Wera Belik (1921–1944), sowjetische Bomberpilotin
- Véra Belmont (* 1932), französische Regisseurin und Drehbuchautorin
- Vera Bendel (20. Jh.), deutsche Bodybuilderin und Unternehmerin
- Vera Bergkamp (* 1971), niederländische Politikerin (D66)
- Vera Bergman (1920–1971), deutsche Schauspielerin
- Vera Beths (* 1946), niederländische Geigerin und Hochschuldozentin
- Věra Bílá (1954–2019), tschechische Sängerin
- Wera Birjukowa (* 1998), russische Sportgymnastin
- Vera F. Birkenbihl (1946–2011), deutsche Sachbuchautorin und Managementtrainerin
- Vera Bischitzky (* 1950), deutsche Übersetzerin
- Vera von Bissing (1906–2002), deutsche Kunstfliegerin
- Vera Bódy (* 1952), ungarische Filmemacherin und Autorin
- Vera-Lotte Boecker, deutsche Opernsängerin
- Vera Bohle (* 1969), deutsche Fernsehredakteurin und Minenräumerin
- Vera Bolten (* 1976), deutsche Musicaldarstellerin und Sängerin
- Vera Bommer (* 1982), Schweizer Schauspielerin
- Vera Borek (* 1940), österreichische Schauspielerin
- Vera de Bosset (1889–1982), russische Schauspielerin, Malerin und Ballett-Tänzerin
- Vera Botterbusch (* 1942), deutsche Autorin und Regisseurin
- Vera Bourgeois (* 1961), deutsche Künstlerin
- Vera Brandes (* 1956), deutsche Musikproduzentin und -forscherin
- Vera Brittain (1893–1970), britische Schriftstellerin und Pazifistin
- Wera Brjussowa (1917–2006), sowjetische Kunstwissenschaftlerin und Restauratorin
- Vera Broido (1907–2004), russisch-britische Schriftstellerin
- Vera Brühne (1910–2001), deutsche Mordverdächtige und Ex-Frau von Lothar Brühne
- Wira Bryndsej (* 1952), ukrainisch-sowjetische Eisschnellläuferin
- Vera Buchanan (1902–1955), US-amerikanische Politikerin (D)
- Vera Buchthal (1933–2025), deutsch-britische Unternehmerin, siehe Stephanie Shirley
- Vera Buck (* 1986), deutsche Schriftstellerin
- Vera C. Bushfield (1889–1976), US-amerikanische Politikerin (R)

### C
- Vera Carmi (eigentlich Virginia, 1914–1969), italienische Schauspielerin
- Vera Carrara (* 1980), italienische Radrennfahrerin
- Věra Čáslavská (1942–2016), tschechische Kunstturnerin
- Vera Caspary (1899–1987), US-amerikanische Schriftstellerin
- Vera Chapman (1898–1996), britische Autorin
- Wera Nikolajewna Charusina (1866–1931), russische Ethnographin und Schriftstellerin
- Vera Chiluba Tembo, sambische Politikerin
- Vera Chokalingam (* 1979), US-amerikanische Autorin und Schauspielerin
- Wera Wassiljewna Cholodnaja (1893–1919), russische Schauspielerin
- Věra Chytilová (1929–2014), tschechische Filmregisseurin und Drehbuchautorin
- Véra Clouzot (1913–1960), französisch-brasilianische Schauspielerin
- Vera Comployer (1896–1969), österreichische Schauspielerin
- Vera Cordes (* 1961), deutsche Journalistin und Fernsehmoderatorin

### D
- Vera Dace (1921–1995), englische Tischtennisspielerin
- Vera Deckers (* 1973), deutsche Psychologin und Comedienne
- Vera Dedanwala (1943–2023), deutsche Politikerin (SPD)
- Vera Deér (1912–1994), ungarisch-österreichische Bildhauerin
- Vera Dillier (* 1948), Schweizer Buchautorin und Jetsetterin
- Wira Djatel (* 1984), ukrainische Fußballspielerin
- Vera Dominke (* 1953), deutsche Politikerin (CDU) und Hochschulleiterin
- Vera Katharina Doppler (* 1986), österreichische Sängerin, siehe Vera (Sängerin)
- Vera Drebusch (* 1986), deutsche Installationskünstlerin
- Vera Dreyfus-de Gunzburg (1898–1972), Schweizer Flüchtlingshelferin und Frauenrechtlerin
- Vera Dua (* 1952), belgische Politikerin (Groen)
- Wera Duschewina (* 1986), russische Tennisspielerin
- Vera Duss (1910–2005), US-amerikanische Benediktinerin

### E
- Wera Engels (1904–1988), deutsche Schauspielerin

### F
- Wera Nikolajewna Faddejewa (1906–1983), sowjetische Mathematikerin
- Vera von Falkenhausen (* 1938), deutsche Byzantinistin
- Vera Farmiga (* 1973), US-amerikanische Schauspielerin und Regisseurin
- Vera Felscherinow (* 1962), deutsche Autorin, siehe Christiane Felscherinow
- Vera Ferra-Mikura (1923–1997), österreichische Kinderbuchautorin
- Wera Nikolajewna Figner (1852–1942), russische Revolutionärin
- Vera Fischer (* 1951), brasilianische Schauspielerin
- Vera Fischer (Pädagogin) (* 1943), deutsche Ordensfrau und Pädagogin
- Věra Flasarová (* 1952), tschechische Politikerin (KSČM)
- Vera Flück (* 1994), Schweizer Schauspielerin
- Vera Forsberg(1919–2010), schwedische Schriftstellerin
- Vera Frenkel (* 1938), slowakisch-kanadische Videokünstlerin
- Vera Fretter (1905–1992), britische Malakologin und Anatomin
- Vera Friedländer (1928–2019), deutsche Schriftstellerin
- Wera Frydtberg (1926–2008), deutsche Schauspielerin

### G
- Vera Gäde-Butzlaff (* 1954), deutsche Managerin
- Wera Wiktorowna Galuschka (* 1982), ukrainisch-russische Sängerin und Schauspielerin
- Wera Illarionowna Galuschka-Dujunowa (1945–2012), sowjetische Volleyballspielerin
- Wera Fjodorowna Gase (1899–1954), sowjetische Astronomin
- Vera Gaserow (* 1950), deutsche Journalistin
- Vera Gaspar (* 1986), deutsche Basketballspielerin
- Vera Gebuhr (1916–2014), dänische Schauspielerin
- Wera Witaljewna Glagolewa (1956–2017), sowjetische bzw. russische Schauspielerin, Drehbuchautorin und Regisseurin
- Wera Goldman (1921–2020), österreichisch-israelische Tänzerin und Pädagogin
- Vera Göpfert (* 1967), deutsche Schauspielerin
- Wera Wassiljewna Gornostajewa (1929–2015), russische Pianistin
- Vera Grabe Loewenherz (* 1951), kolumbianische Politikerin und Aktivistin
- Vera Gran (eigentlich Weronika; 1916–2007), polnische Sängerin und Schauspielerin, siehe Wiera Gran
- Vera Green (1928–1982), US-amerikanische Kulturanthropologin
- Vera Guilaroff (1902–1976), kanadische Pianistin und Komponistin

### H
- Vera Hartegg (1902–1981), deutsche Schriftstellerin und Schauspielerin
- Vera Hatz (1923–2010), deutsche Numismatikerin
- Vera van Hazebrouck (* 1954), deutsche Kulturmanagerin
- Vera Henriksen (1927–2016), norwegische Schriftstellerin
- Wera Hobhouse (* 1960), deutsch-britische Politikerin
- Vera Hoffmann (* 1996), luxemburgisch-deutsche Leichtathletin
- Vera Hohlfeld (* 1972), deutsche Radrennfahrerin
- Vera Holme (1881–1969), englische Schauspielerin und Suffragette

### I
- Vera Ilieva (1952–2018), bulgarische Sängerin (Mezzosopran)
- Wera Iljina (* 1974), russische Wasserspringerin
- Wera Sergejewna Iljina (* 1974), russische Wasserspringerin
- Wera Michailowna Inber (1890–1972), russische Schriftstellerin
- Vera Int-Veen (* 1967), deutsche Fernsehmoderatorin
- Vera Isler-Leiner (1931–2015), Schweizer Photographin und Künstlerin

### J
- Wera Pawlowna Janowa (1907–2004), sowjetisch-russische Malerin
- Wera Michailowna Jermolajewa (1893–1937), russische Malerin
- Vera Jordanova (* 1975), finnische Schauspielerin
- Věra Jourová (* 1964), tschechische Politikerin (ANO 2011)
- Vera Junker (* 1961), deutsche Juristin und Politikerin (SPD)
- Wera Jewgenjewna Jurassowa (1928–2023), sowjetisch-russische Physikerin und Hochschullehrerin
- Vera Jürgens (* 1969), deutsch-bulgarische Schach-Großmeisterin
- Vera Jürs (1944–2019), deutsche Politikerin (CDU)

### K
- Vera Kaa (eigentlich Vera Kaeslin; * 1960), Schweizer Sängerin
- Vera Kálmán (1907–1999), Schauspielerin und Autorin
- Vera Kappeler (* 1974), Schweizer Jazzpianistin
- Vera Karalli (1889–1972), russische Tänzerin und Schauspielerin
- Vera Kasimir (* 1980), deutsche Filmschauspielerin
- Vera King (* 1960), deutsche Soziologin und Sozialpsychologin
- Vera Kistler (1929–2006), tschechisch-amerikanische Musikerin und Schriftstellerin
- Wera Alexejewna Kitschanowa (* 1991), russische Journalistin und Politikerin
- Vera Klee (* 1964), deutsche Schriftstellerin
- Vera Klima (* 1985), deutsche Sängerin und Songwriterin
- Věra Klimková (* 1957), tschechoslowakische Skilangläuferin, siehe Viera Klimková
- Vera Kluth (1925–2017), deutsche Schauspielerin, Hörspiel- und Synchronsprecherin
- Vera Koedooder (* 1983), niederländische Radsportlerin
- Vera Kohn (1912–2012), deutsch-tschechisch-ecuadorianische Schauspielerin und Psychologin
- Věra Kohnová (1929–1942), tschechische Zeugin des Holocaust
- Vera Kopetz (1910–1998), deutsche Malerin und Grafikerin
- Wera Fjodorowna Komissarschewskaja (1864–1910), russische Schauspielerin
- Wera Jakowlewna Komissowa (* 1953), sowjetische Leichtathletin
- Wera Wassiljewna Korsakowa (* 1941), sowjetische Leichtathletin
- Vera C. Koin (geborene Veronika Spitz; * 1946), deutsche Musikpädagogin und Autorin
- Vera Kottek (1963–2015), österreichisch-schweizerische Tischtennis-Spielerin
- Vera Krafft (1910–2003), deutsche Malerin
- Wera Iwanowna Krasnowa (* 1950), sowjetische Eisschnellläuferin
- Wera Samoilowna Krepkina (1933–2023), russische Leichtathletin
- Wera Nikolajewna Kublanowskaja (1920–2012), sowjetische Mathematikerin
- Wera Küchenmeister (1929–2013), deutsche Schriftstellerin
- Vera Kummerfeldt (* 1935), deutsche Leichtathletin, siehe Veronika Kummerfeldt

### L
- Vera Lachmann (1904–1985), deutsch-amerikanische Philologin und Lyrikerin
- Vera von Langen (1910–1967), deutsche Schauspielerin
- Wera Stepanowna Lantratowa (1944–2021), sowjetische Volleyballspielerin
- Wera Lapko (* 1998), belarussische Tennisspielerin
- Vera Lebert-Hinze (* 1930), deutsche Lyrikerin
- Veruschka Gräfin von Lehndorff (Veruschka; * 1939), deutsche Schauspielerin und Model
- Vera Leigh (1903–1944), britische Agentin
- Vera Leisner (1885–1972), deutsche Prähistorikerin
- Vera Lengsfeld (* 1952), deutsche Politikerin (Grüne/CDU/AfD)
- Vera Leth (* 1958), grönländische Juristin und Parlamentarierin
- Vera Leutloff (* 1962), deutsche Malerin
- Vera Lewis (1873–1956), US-amerikanische Schauspielerin
- Vera Ligeti (eigentlich Veronika, * 1930), ungarisch-österreichische Psychoanalytikerin
- Wera Liessem (1909–1991), deutsche Schauspielerin und Dramaturgin
- Věra Linhartová (* 1938), tschechische Schriftstellerin
- Vera Lippisch (* 1955), deutsche Schauspielerin
- Vera Lischka (* 1977), österreichische Politikerin und ehemalige Schwimmerin
- Vera Little (1928–2012), amerikanisch-deutsche Opernsängerin
- Wera Alexandrowna Ljadowa (1839–1870), russische Tänzerin, Sängerin und Schauspielerin
- Vera Loebner (* 1938), deutsche Filmregisseurin und Schauspielerin
- Vera Lohr (* 1950), deutsche Schauspielerin, Hörspiel- und Hörbuchsprecherin
- Vera Loos (* 1955), deutsche bildende Künstlerin und Literaturübersetzerin
- Vera Looser (* 1993), namibische Radsportlerin
- Vera Lossau (* 1976), deutsche Künstlerin
- Vera Lourié (1901–1998), russisch-deutsche Dichterin
- Věra Ludíková (* 1943), tschechische Dichterin und Autorin
- Vera Ludwig (* 1978), deutsche Lyrikerin
- Vera Luthardt (* 1959), deutsche Biologin
- Vera Lutter (* 1960), deutsch-amerikanische Künstlerin
- Vera Lwowski (1923–2025), deutsche Tierbildhauerin
- Vera Lynn (1917–2020), britische Sängerin

### M
- Vera Lúcia Machado (* 1946), brasilianische Diplomatin
- Wera Mahler (1899–1991), deutsch-israelische Psychologin
- Vera Mahlke (1913–1982), deutsche Tänzerin und Choreografin
- Vera Malinowskaja (1900–1988), sowjetische Schauspielerin
- Vera Marks (* 1933), deutsche Schönheitskönigin und Schauspielerin
- Vera Martínez Mehner (* 1978), spanisch-deutsche Violinistin und Musikpädagogin
- Vera Pedrosa Martíns de Almeida (1936–2021), brasilianische Diplomatin
- Vera Marzot (1931–2012), italienische Kostümbildnerin
- Wera Maslennikowa (1926–2000), sowjetisch-russische Mathematikerin
- Wera May (1906–2003), deutsche Juristin, Verfassungsrichterin
- Vera Menchik (1906–1944), russische Schachspielerin
- Vera Mercer (* 1936), deutsche Fotografin
- Vera Meyer (* 1970), deutsche Biotechnologin
- Wera Meyer-Waldeck (1906–1964), deutsche Architektin
- Vera Michallek (* 1958), deutsche Leichtathletin
- Vera Michalski (* 1954), Schweizer Verlegerin
- Vera Miles (* 1929), US-amerikanische Filmschauspielerin
- Vera Möller (1911–1998), deutsche Schriftstellerin, Künstlerin und Golfsportlerin
- Vera Molnar (1923–1986), deutsche Schauspielerin
- Vera Molnár (1924–2023), ungarisch-französische Medienkünstlerin
- Wera Morosowa (1903–1991), sowjetische Bildhauerin
- Vera Moser (* 1962), deutsche Pädagogin
- Wera Muchina (1889–1953), sowjetische Bildhauerin
- Vera Mügge (1911–1984), deutsche Kostümbildnerin
- Vera Müller-Weidner (* 1939), deutsche Schauspielerin und Kabarettistin
- Vera Münchow (* 1943), deutsche Schriftstellerin
- Wera Mutaftschiewa (1929–2009), bulgarische Schriftstellerin und Historikerin
- Vera Myller (1880–1970), rumänische Mathematikerin

### N
- Véra Nabokov (1902–1991), russisch-amerikanische Übersetzerin
- Wera Nabokowa (* 1929), sowjetische Speerwerferin
- Wera Walerjewna Nebolsina (* 1989), russische Schachspielerin
- Vera Nemirova (* 1972), bulgarisch-deutsche Opernregisseurin
- Vera Nikolić (1948–2021), serbische Leichtathletin
- Vera Notz-Umberg (* 1976), Schweizer Leichtathletin
- Vera Nünning (* 1961), deutsche Anglistin und Philologin

### O
- Wera Apollonowna Obolenskaja (1911–1944), russisch-französische Partisanin
- Vera Oelschlegel (* 1938), deutsche Sängerin und Theaterleiterin
- Věra Olivová (1926–2015), tschechische Historikerin
- Wera Ostwaldt (1925–2016), deutsche Künstlerin

### P
- Wera Paintner (* 1933), deutsche Schauspielerin
- Wera Fjodorowna Panowa (1905–1973), sowjetische Schriftstellerin und Drehbuchautorin
- Vera Pauw (* 1963), niederländische Fußballspielerin
- Vera von Pentz (* 1966), deutsche Juristin und Richterin
- Wera Jefremowna Pestel (1887–1952), russisch-sowjetische Malerin und Bühnenbildnerin
- Wera Petrowna Petrowa (1927–2001), sowjetische Schauspielerin und Synchronsprecherin
- Vera Piller (1949–1983), deutsch-schweizerische Schriftstellerin und Sängerin
- Vera Pless (1931–2020), US-amerikanische Mathematikerin
- Wera Iwanowna Popkowa (1943–2011), sowjetische Sprinterin
- Wera Jewstafjewna Popowa (1867–1896), russische Chemikerin und Hochschullehrerin
- Věra Pospíšilová-Cechlová (* 1978), tschechische Leichtathletin
- Vera Poska-Grünthal (1898–1986), estnische Juristin und Publizistin
- Vera Purtscher (* 1961), österreichisch-schweizerische Architektin und Designerin

### R
- Vera Ralston (1919–2003), tschechoslowakisch-amerikanische Eiskunstläuferin und Schauspielerin
- Wera Rastorgujewa (1912–2005), sowjetische Iranistin
- Wera Rebrik (* 1989), ukrainisch-russische Speerwerferin
- Vera Regitz-Zagrosek (* 1953), deutsche Kardiologin und Geschlechterforscherin
- Věra Řeháčková (* 1950), tschechische Schriftstellerin
- Vera Reiß (* 1961), deutsche Politikerin (SPD)
- Vera Reynolds (1899–1962), US-amerikanische Schauspielerin
- Vera Robinson (1917–1996), britische Schwimmerin
- Vera Röhm (* 1943), deutsche Künstlerin
- Wera Romanowa (1854–1912), Großfürstin von Russland
- Wera Romanowa (1906–2001), Mitglied des Hauses Romanow
- Wera Rosenberg (1894–1965), sowjetische Mathematikerin und Physikerin
- Wera Röttgering (* 1944), deutsche Philanthropin
- Vera Rózsa (1917–2010), ungarisch-britische Sängerin
- Vera Rothamel (* 1957), Schweizer Künstlerin
- Vera Rubin (1928–2016), US-amerikanische Astronomin
- Wera Rudakowa (* 1992), russische Leichtathletin
- Vera Rudi (* 1993), norwegische Schauspielerin und Pianistin
- Vera Rüdiger (* 1936), deutsche Politikerin (SPD)
- Vera Rupp (* 1958), deutsche Archäologin
- Vera Russwurm (* 1959), österreichische Fernsehmoderatorin
- Vera-Maria Ruthenberg (1920–2009), deutsche Kunsthistorikerin

### S
- Vera Lúcia Salgado (* 1967), brasilianische Aktivistin und Politikerin (PSTU)
- Vera Salvequart (1919–1947), tschechisch-deutsche Krankenschwester und Beteiligte am Holocaust
- Vera Santos (* 1981), portugiesische Leichtathletin
- Wera Sassulitsch (1849–1919), russische Sozialrevolutionärin und Autorin
- Vera Schäferkordt (1924–1987), deutsche Schwimmerin
- Vera Schalburg (1907–1946), deutsche Agentin
- Wera Schimanskaja (* 1981), russische Sportgymnastin
- Vera Schlosser (1929–2018), Schweizer Opernsängerin (Sopran)
- Wera Schmidt (1889–1937), sowjetische Psychoanalytikerin
- Vera Schmiterlöw (1904–1987), schwedische Schauspielerin
- Vera Schneidenbach (* 1941), deutsche Sängerin
- Vera Schoenenberg (* 1973), deutsche Opernsängerin (Sopran)
- Vera Scholz von Reitzenstein (1924–2018), Schweizer Bildhauerin und Plastikerin
- Vera Schwarz (1929–1980), deutsche Cembalistin und Musikforscherin
- Vera Schwarz (1889–1964), österreichische Opernsängerin (Sopran)
- Vera Searle (1901–1998), englische Läuferin und Sportfunktionärin
- Wera Serhejewa (* 1984), ukrainische Rodlerin
- Vera Selby (1930–2023), englische Billards- und Snookerspielerin
- Vera Serganova (* 1961), russisch-amerikanische Mathematikerin
- Wera Sessina (* 1986), russische Sportgymnastin
- Vera Simon (* 1973), deutsche Autorin
- Vera Singer (1927–2017), deutsche Malerin und Grafikerin
- Wera Sjatikowa (* 1974), russisch-belarussische Skilangläuferin
- Vera Skoronel (1906–1932), schweizerisch-deutsche Tänzerin
- Vera Slehoferova (* 1949), tschechisch-schweizerische Archäologin
- Wera Slugina (* 1985), russische Boxerin
- Wera Sluzkaja (eigentlich Berta; 1874–1917), russische Revolutionärin
- Wera Sokolowa (* 1987), russische Leichtathletin
- Vera Solymosi-Thurzó (1925–2016), deutsch-ungarische Künstlerin
- Vera Songwe (* 1968), kamerunische Wirtschaftswissenschaftlerin
- Vera T. Sós (1930–2023), ungarische Mathematikerin
- Vera Spanke (* 1996), deutsche Ruderin
- Vera Spautz (* 1963), luxemburgische Politikerin (LSAP)
- Vera W. de Spinadel (1929–2017), argentinische Mathematikerin
- Vera Stein (* 1958), deutsche Autorin
- Vera Stornig (* 1993), österreichische Sängerin, siehe Charlee
- Vera Streicher (* 1986), deutsche Schauspielerin
- Wera Stramkouskaja (* 1958), belarussische Menschenrechtsaktivistin
- Wera Strojewa (1903–1991), sowjetische Filmregisseurin und Drehbuchautorin
- Věra Suchánková (1932–2004), tschechische Eiskunstläuferin
- Věra Suková (1931–1982), tschechische Tennisspielerin
- Wera Swonarjowa (* 1984), russische Tennisspielerin
- Wera Sytschugowa (* 1963), russische Sprinterin

### T
- Vera Tax (* 1972), niederländische Politikerin (Arbeid)
- Vera Teltz (* 1971), deutsche Synchronsprecherin und Schauspielerin
- Vera Tenschert (* 1936), deutsche Fotografin und Autorin
- Věra Tichánková (1920–2014), tschechische Schauspielerin
- Wera Wiktorowna Timanowa (1855–1942), russische Pianistin
- Wera Alexejewna Titowa (1928–2006), sowjetische Schauspielerin und Synchronsprecherin
- Vera Torunsky, deutsche Historikerin
- Věra Trnková (1934–2018), tschechische Mathematikerin
- Vera E. Troeger (* 1976), deutsche Politikwissenschaftlerin
- Wera Wassiljewna Tschaplina (1908–1994), sowjetische Kinderbuchautorin
- Vera Tschechowa (1940–2024), deutsche Schauspielerin und Produzentin
- Vera Tschurtschenthaler (* 1997), italienische Skirennläuferin
- Wera Tubandt (1881–1944), russisch-deutsche Chemikerin
- Věra Tylová (* 1960), tschechoslowakische Sprinterin

### U
- Wira Iwaniwna Uljantschenko (* 1958), ukrainische Politikerin

### V
- Véra Valmont (* 1934), französische Schauspielerin
- Vera Vehring (* 1944), deutsche Keramikerin
- Vera Viczián (* 1972), ungarische Skilangläuferin
- Vera Vitali (* 1981), schwedische Schauspielerin
- Věra Vítová (20. Jh.) tschechische Kommunalpolitikerin
- Vera Vollmer (1874–1953), württembergische Oberregierungsrätin
- Vera Vordenbäumen (* 1961), deutsche Politikerin (Linke)
- Věra Votrubcová (1911–1981), tschechoslowakische Tischtennisspielerin

### W
- Vera Wang (* 1949), US-amerikanische Modedesignerin
- Wera Alexandrowna Warsanofjewa (1890–1976), sowjetische Geologin und Schriftstellerin
- Vera Weizmann (1881–1966), russisch-britisch-israelische Ärztin und Aktivistin
- Vera West (1900–1947), US-amerikanische Modeschöpferin und Kostümbildnerin
- Vera-Ellen Westmeyer-Rohe (1921–1981), US-amerikanische Schauspielerin
- Vera Baker Williams (1927–2015), US-amerikanische Kinderbuchautorin
- Vera Winter (* 1951), deutsche Badmintonspielerin
- Vera Witt (1886–20. Jh.), deutsche Schauspielerin
- Wera Wutschewa (* 1973), bulgarische Biathletin

### Y
- Vera Yupanqui (* 1982), peruanische Fußballschiedsrichterassistentin

### Z
- Vera Negri Zamagni (* 1943), italienische Wirtschaftshistorikerin
- Vera Ziegler (1914–1996), deutsche Galeristin, Verlegerin und Schauspielerin
- Vera Zingsem (* 1954), Autorin und Dozentin
- Wera Iwanowna Zinzius (1903–1981), sowjetische Ethnographin und Linguistin
- Vera Zozuļa (* 1956), lettisch-sowjetische Rennrodlerin

## Fiktive Figuren
- Vera Rossakoff, Antagonistin zu Hercule Poirot im Werk von Agatha Christie
- Vera Romeyke, titelgebende Filmfigur (1975)
- Vera Wesskamp, titelgebende Fernsehserienfigur (1992/93)